# 황중연
황중연(마산 출생, 1954년 5월 2일 ~)은 대한민국의 행정전문가로, 1977년 제 20회 행정고시에 합격하여 다양한 기관을 거쳐 현재 한국정보통신산업협회의 부회장을 맡고 있다.

## 경력
영남대학교 법학과를 졸업한 후 1977년에 제 20회 행정고시에 합격하였다. 그 후 1999년부터 2000년까지 정보통신부 우정국 국장을 역임하였으며 2000년에서 2001년까지 정보통신부 전파방송관리국 국장을 역임하였다. 2001년에서 2003년까지는 부산체신청 청장, 2003년에서 2005년 4월까지에는 서울체신청 청장을 역임하였고 2005년에서 2007년까지 정보통신부 우정사업본부 본부장, 한국정보보호진흥원 원장을 역임하였으며, 현재 한국정보통신산업협회 부회장으로 재직중이다.

## 수상 내역
- 2000년 정보통신의 날 홍조근정훈장
- 2006년 대한민국경영품질대상 최고경영자상